# Marco Sieber
Marco Sieber, né à Bienne en 1989, est un médecin urologue suisse.
Il est nommé astronaute le 23 novembre 2022 par l'Agence spatiale européenne.

## Biographie
Marco Alain Sieber naît en 1989 à Bienne, dans le canton de Berne. Il grandit à Kirchberg, dans l'Emmental. Il a un frère.
Il réalise sa maturité gymnasiale à Berthoud, puis obtient en 2015 un doctorat en médecine de l'Université de Berne, consacré à la chirurgie robotique,.
Il possède une licence de pilote privé.

### Parcours professionnel et militaire

#### Parcours militaire
Il accomplit avec succès la formation d'éclaireur parachutiste au sein de l'armée suisse et y possède le grade de sergent.
Il est médecin-chef pour la mission Swisscoy au Kosovo en 2018.

#### Médecin
Il travaille à partir de 2020 comme médecin-urgentiste pour Air-Glaciers, puis comme anesthésiste à Berne et Interlaken.
Il travaille depuis 2021 comme urologue au Centre hospitalier Bienne.

#### Astronaute
Le 23 novembre 2022, il fait partie comme astronaute de carrière de la nouvelle promotion de 17 astronautes (dont cinq de carrière, un parastronaute et onze de réserve, sur 22 523 candidats) de l'Agence spatiale européenne (ESA),,.
À l'automne 2023, il indique à l'Illustré avoir contacté Claude Nicollier pour avoir des conseils avant les sélections.